# HD 21242
HD 21242 (nota anche come UX Arietis) è una stella subgigante gialla nella sequenza principale di magnitudine 6,47 situata nella costellazione dell'Ariete. Dista 164 anni luce dal sistema solare ed è una stella variabile.

## Osservazione
Si tratta di una stella situata nell'emisfero celeste boreale; grazie alla sua posizione non fortemente boreale, può essere osservata dalla gran parte delle regioni della Terra, sebbene gli osservatori dell'emisfero nord siano più avvantaggiati. Nei pressi del circolo polare artico appare circumpolare, mentre resta sempre invisibile solo in prossimità dell'Antartide. Essendo di magnitudine pari a 6,5, non è osservabile ad occhio nudo; per poterla scorgere è sufficiente comunque anche un binocolo di piccole dimensioni, a patto di avere a disposizione un cielo buio.
Il periodo migliore per la sua osservazione nel cielo serale ricade nei mesi compresi fra fine ottobre e aprile; nell'emisfero nord è visibile anche per un periodo maggiore, grazie alla declinazione boreale della stella, mentre nell'emisfero sud può essere osservata limitatamente durante i mesi dell'estate australe.

## Caratteristiche fisiche
La stella è una subgigante gialla ormai fuoriuscita dalla sequenza principale; possiede una magnitudine assoluta di 2,97 e la sua velocità radiale positiva indica che la stella si sta allontanando dal sistema solare. È anche una stella variabile appartenente alla classe delle variabili a eclisse; le due componenti del sistema, in rotazione, si eclissano a vicenda con un periodo di 6,4379 giorni, facendo calare la magnitudine della coppia da 6,26 a 6,62 nel minimo principale.